# Biskupi Itapipoca
Biskupi Itapipoca – biskupi diecezjalni diecezji Itapipoca.

## Biskupi

### Biskupi diecezjalni
| Lata urzędowania | Biskup | Biskup                            | Uwagi                                                 |
| ---------------- | ------ | --------------------------------- | ----------------------------------------------------- |
| 1971–1984        |        | Paulo Eduardo Andrade Ponte       | następnie arcybiskup metropolita São Luís do Maranhão |
| 1985–2005        |        | Benedito Francisco de Albuquerque |                                                       |
| 2005–2020        |        | Antônio Roberto Cavuto OFMCap     |                                                       |
| od 2020          |        | Rosalvo Cordeiro de Lima          |                                                       |